# Waldemar Philippi
Waldemar Philippi (Saarbrücken, 13 april 1929 – 4 oktober 1990) was een Duits voetballer die speelde als verdediger gedurende zijn carrière. Hij kwam zijn gehele loopbaan uit voor 1. FC Saarbrücken, met wie hij in 1952 vice-landskampioen van Duitsland werd.

## Interlandcarrière
Philippi, bijgenaamd "Fips", is met achttien interlands (nul doelpunten) recordinternational van Saarland dat in de jaren vijftig van de 20ste eeuw, in de nasleep van de Tweede Wereldoorlog, kortstondig een zelfstandige natie vormde, als bufferstaat tussen Frankrijk en West-Duitsland. Zijn achttiende en laatste interland, tevens Saarlands laatste interland, speelde Philippi op 6 juni 1956 in het Olympisch Stadion in Amsterdam tegen Nederland. De thuisploeg won dat duel met 3-2 door doelpunten van Coy Koopal, Abe Lenstra en Faas Wilkes. Voor Saarland scoorden Heinz Vollmar en Karl Ringel.
| 1  | 22 november 1950  | Saarbrücken | Saarland – Zwitserland    | 5 – 3 | Oefeninterland  |
| 2  | 27 mei 1951       | Saarbrücken | Saarland – Oostenrijk     | 3 – 1 | Oefeninterland  |
| 3  | 15 september 1951 | Bern        | Zwitserland – Saarland    | 2 – 5 | Oefeninterland  |
| 4  | 14 oktober 1951   | Wenen       | Oostenrijk – Saarland     | 4 – 1 | Oefeninterland  |
| 5  | 20 april 1952     | Saarbrücken | Saarland – Frankrijk      | 0 – 1 | Oefeninterland  |
| 6  | 5 oktober 1952    | Straatsburg | Frankrijk – Saarland      | 1 – 3 | Oefeninterland  |
| 7  | 24 juni 1953      | Oslo        | Noorwegen – Saarland      | 2 – 3 | WK-kwalificatie |
| 8  | 11 oktober 1953   | Stuttgart   | West-Duitsland – Saarland | 3 – 0 | WK-kwalificatie |
| 9  | 8 november 1953   | Saarbrücken | Saarland – Noorwegen      | 0 – 0 | WK-kwalificatie |
| 10 | 28 maart 1954     | Saarbrücken | Saarland – West-Duitsland | 1 – 3 | WK-kwalificatie |
| 11 | 26 september 1954 | Saarbrücken | Saarland – Joegoslavië    | 1 – 5 | Oefeninterland  |
| 12 | 17 oktober 1954   | Lyon        | Frankrijk – Saarland      | 4 – 1 | Oefeninterland  |
| 13 | 1 mei 1955        | Lissabon    | Portugal – Saarland       | 6 – 1 | Oefeninterland  |
| 14 | 9 oktober 1955    | Saarbrücken | Saarland – Frankrijk      | 7 – 5 | Oefeninterland  |
| 15 | 16 november 1955  | Saarbrücken | Saarland – Nederland      | 1 – 2 | Oefeninterland  |
| 16 | 1 mei 1956        | Saarbrücken | Saarland – Zwitserland    | 1 – 1 | Oefeninterland  |
| 17 | 3 juni 1956       | Saarbrücken | Saarland – Portugal       | 0 – 0 | Oefeninterland  |
| 18 | 6 juni 1956       | Amsterdam   | Nederland – Saarland      | 3 – 2 | Oefeninterland  |

Saarlandse voetbalbond
1950 – 1956
1950 · 
1951 · 
1952 · 
1953 · 
1954 · 
1955 · 
1956
Duitsland ·
Joegoslavië ·
Nederland ·
Noorwegen ·
Uruguay ·
Zwitserland
Waldemar Philippi (18) ·
Herbert Martin (17) ·
Gerhard Siedl (16) ·
Erwin Strempel (14) ·
Herbert Binkert (12) ·
Theo Puff (12) ·
Nikolaus Biewer (11) ·
Kurt Clemens (10) ·
Albert Keck (10) ·
Peter Momber (10) ·
Karl Berg (9) ·
Fritz Altmeyer (6) ·
Jakob Balzert (6) ·
Werner Otto (6) ·
Karl Schirra (6) ·
Gerhard Lauck (5) ·
Erich Leibenguth (5) ·
Peter Krieger (4) ·
Willi Sippel (4) ·
Heinz Vollmar (4) ·
Horst Borcherding (3) ·
Werner Emser (3) ·
Ewald Follman (3) ·
Franz Immig (3) ·
Heinz Schussig (3) ·
Hans Bild (2) ·
Manfred Ebert (2) ·
Helmut Fottner (2) ·
Hermann Monter (2) ·
Karl Ringel (2) ·
Gunter Herrmann (1) ·
Dieter Honnecker (1) ·
Ladislav Jirasek (1) ·
Horst Klauck (1) ·
Karl-Heinz Kunkel (1) ·
Hans Neuerberg (1) ·
Robert Niederkirchner (1) ·
Werner Prauss (1) ·
Walter Riedschy (1) ·
Heinrich Schmidt (1) ·
Erwin Wilhelm (1) ·
Ernst Zägel (1)